# Séisme de 1988 en Arménie
Le séisme de 1988 en Arménie est un séisme d'une magnitude de 6,9 qui dévaste la région de Spitak, en Arménie (alors en Union soviétique), le 7 décembre 1988 qui a duré 2 à 3 minutes.

## Déroulement

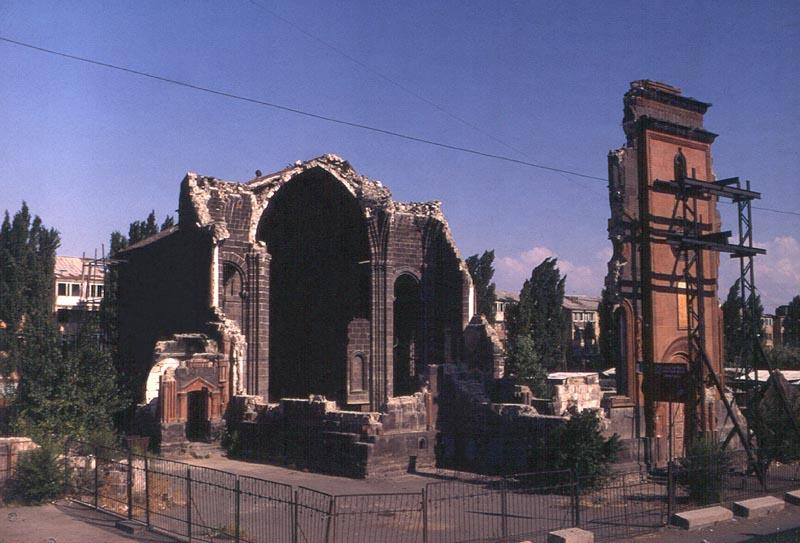
Destructions à Leninakan.

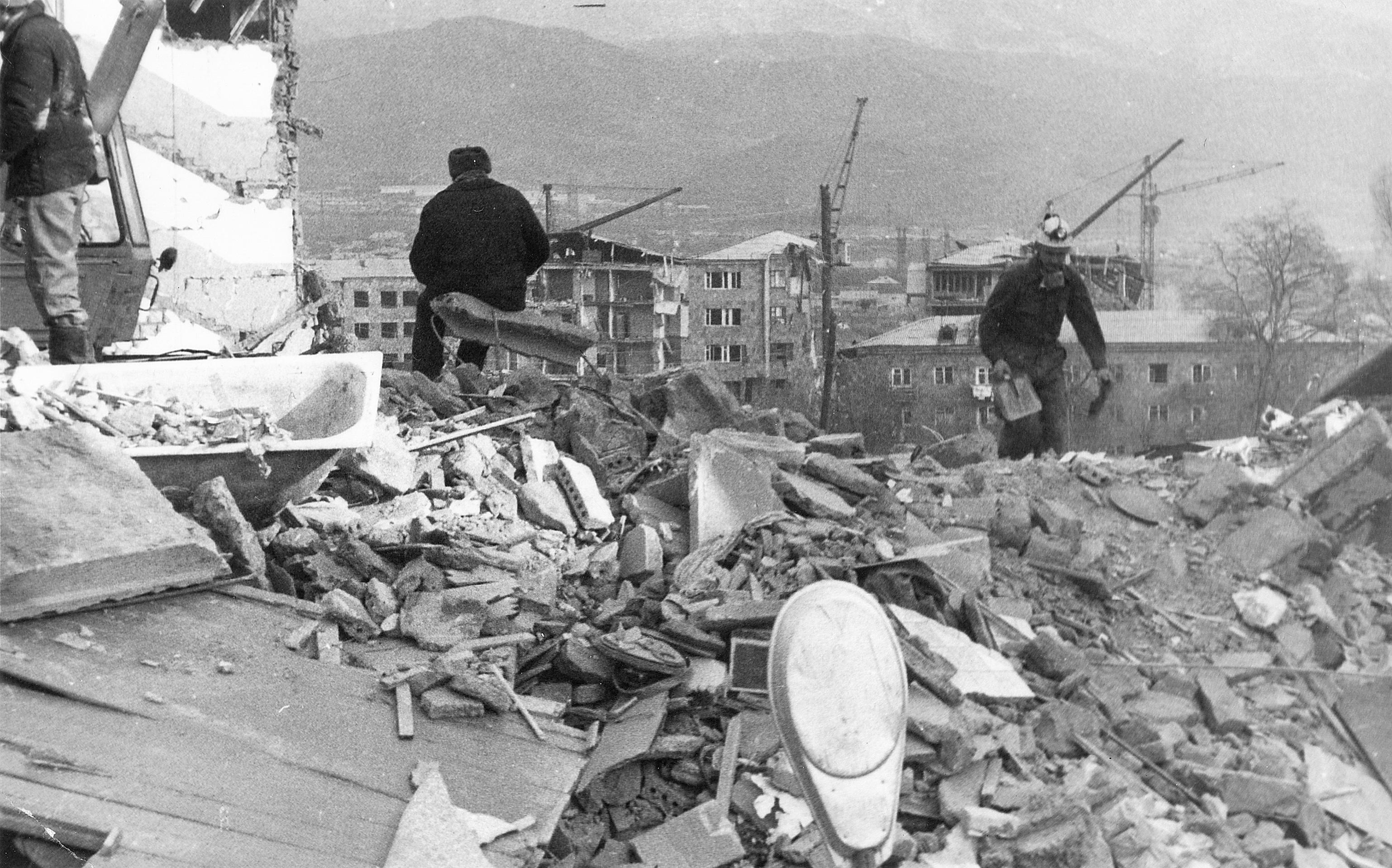
Vue de Spitak après le séisme

En moins de huit secondes, une faille s'est ouverte sur une longueur de 20 kilomètres. Les deux blocs de fracture en présence ont instantanément coulissé l'un sur l'autre, en biseau. Le phénomène a atteint une amplitude de 1,6 mètre.
Selon les estimations, entre 25 000 et 30 000 personnes sont mortes, pour la plupart sous les décombres des bâtiments non conçus pour résister à un tel séisme. Les sauveteurs n'ont pu sauver que 80 personnes prisonnières des décombres. Il y a officiellement 15 524 blessés et 530 000 sans-abri.
Sous l'impulsion de la diaspora arménienne dans le monde, les organisations humanitaires de tous pays ont porté assistance aux sinistrés.
Immédiatement après ce tremblement de terre, la centrale nucléaire de Metsamor fut arrêtée par mesure de sécurité.
Des artistes français, menés par Charles Aznavour, d'origine arménienne, ont enregistré une chanson, Pour toi Arménie, pour venir en aide financièrement aux victimes de la catastrophe. Outre-Atlantique, la chanteuse et actrice Cher est venue apporter son soutien au peuple arménien à travers son don à la Croix-Rouge. L'écrivain soviétique Valentin Pikoul reverse l’intégralité de son prix littéraire Maxime Gorki reçu pour le roman Croiseurs (1985) au peuple d'Arménie. Des groupes de rock, hard rock et heavy metal, regroupé dans le projet Rock Aid Armenia, ont enregistré une version de Smoke on the Water également pour soutenir l'effort humanitaire.
Le 23 novembre 2008, un gala souvenir est organisé en la cathédrale Sainte-Croix-des-Arméniens, dans le troisième arrondissement de Paris, pour commémorer les vingt ans du tremblement de terre. Plusieurs artistes dont la soprano Hermineh Yerissian, la mezzo-soprano Hélène Cospen et le baryton basse Mourad Amirkhanian, participent avec l'orchestre de chambre Euridys dirigé par Dominique Sourisse, à cette manifestation.